# Lucky (101 Dalmatiërs)
Lucky is een fictieve hond uit het verhaal de 101 Dalmatiërs.
Lucky is een ondeugend dalmatiërhondje, dat samen met zijn veertien broertjes en zusjes wordt ontvoerd uit zijn ouderlijk huis. Cruella De Vil wil graag bontjassen van de hondjes hebben, en dus heeft ze de opdracht aan twee handlangers gegeven om de hondjes te doden. Maar ze heeft er veel meer nodig, zo worden in totaal 99 puppy's gestolen en gekocht. De ouders van Lucky, Pongo en Perdita, zetten alles op alles om hun kinderen en de andere puppy's te redden.